# Задарска надбискупија
Задарска надбискупија је надбискупија Католичке цркве.
Надлежни надбискуп је монсињор Желимир Пуљић, а сједиште надбискупије се налази у Задру. Једина је надбискупија у Хрватској која је под директном управом Ватикана.

## Историја
Задарска епархија је основана негдје око 400. године. Задарски епископ се спомиње у списима папе Гргура I. Град Задар је од 7. до почетка 15. вијека више пута мијењао господаре: припадао је Францима, хрватском краљевству, Венецији, био је сједиште византијске Далмације. Честа смјена власти доводила је у више наврата и до измјене улоге и статуса задарског епископа.
Крајем 8. и почетком 9. вијека, епископ задарски је био Свети Донат, који је данас заштитник града Задра. Године 1054, Задарска бискупија је добила статус надбискупије. Под влашћу Венеције, задарски надбискупи су се потчињавали патријарху Градоа (од 1451 — патријарху Венеције).
Године 1932. Задарска надбискупија је добила статус метрополије, а од 1948. налази се непосредно под управом Свете столице.

## Статус
Задарска надбискупија је једна од пет надбискупија у Хрватској. Друге четири су: Загребачка, Ђаковачко-осјечка, Ријечка и Сплитско-макарска. За разлику од њих, она нема статус метрополије и налази се под непосредном јурисдикцијом Свете столице.
Поред Загребачке надбискупије, под непосредном управом Свете столице налази се још и Војни ординаријат у Републици Хрватској. Задарски надбискуп и војни ординаријус су чланови Хрватске бискупске конференције.